# Marcussen & Søn

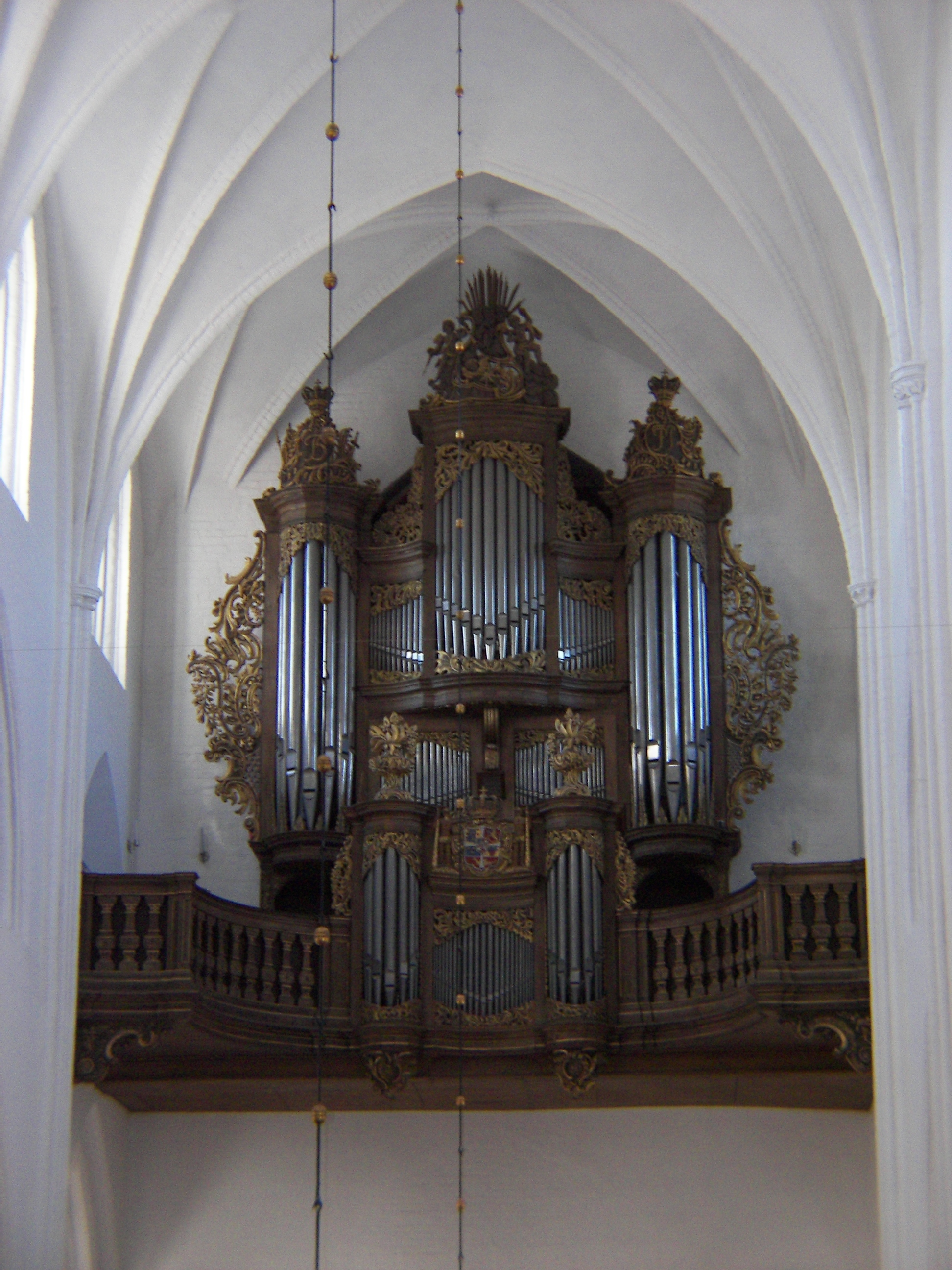
Organy w katedrze w Odense

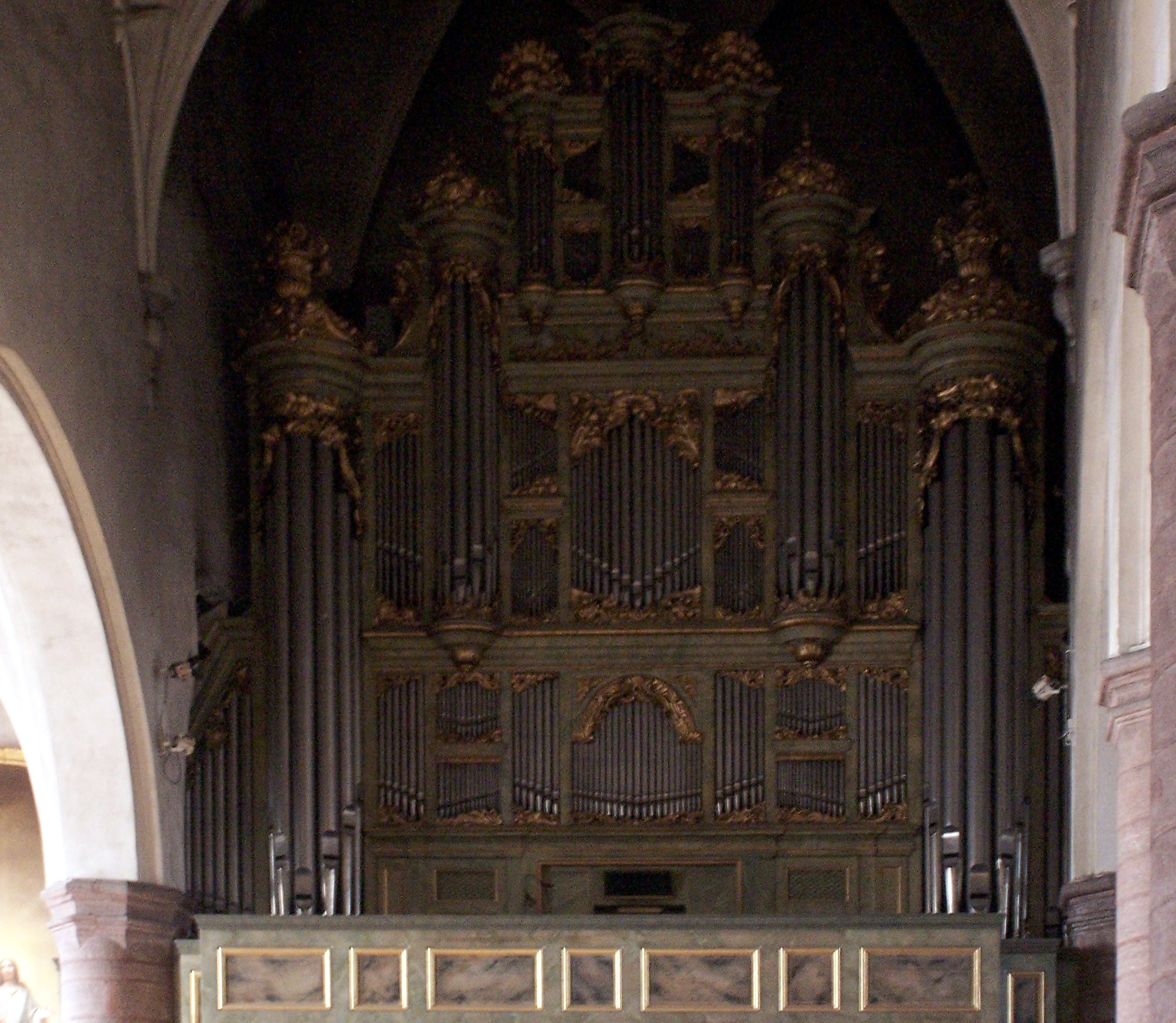
Organy w kościele św. Jakuba w Sztokholmie

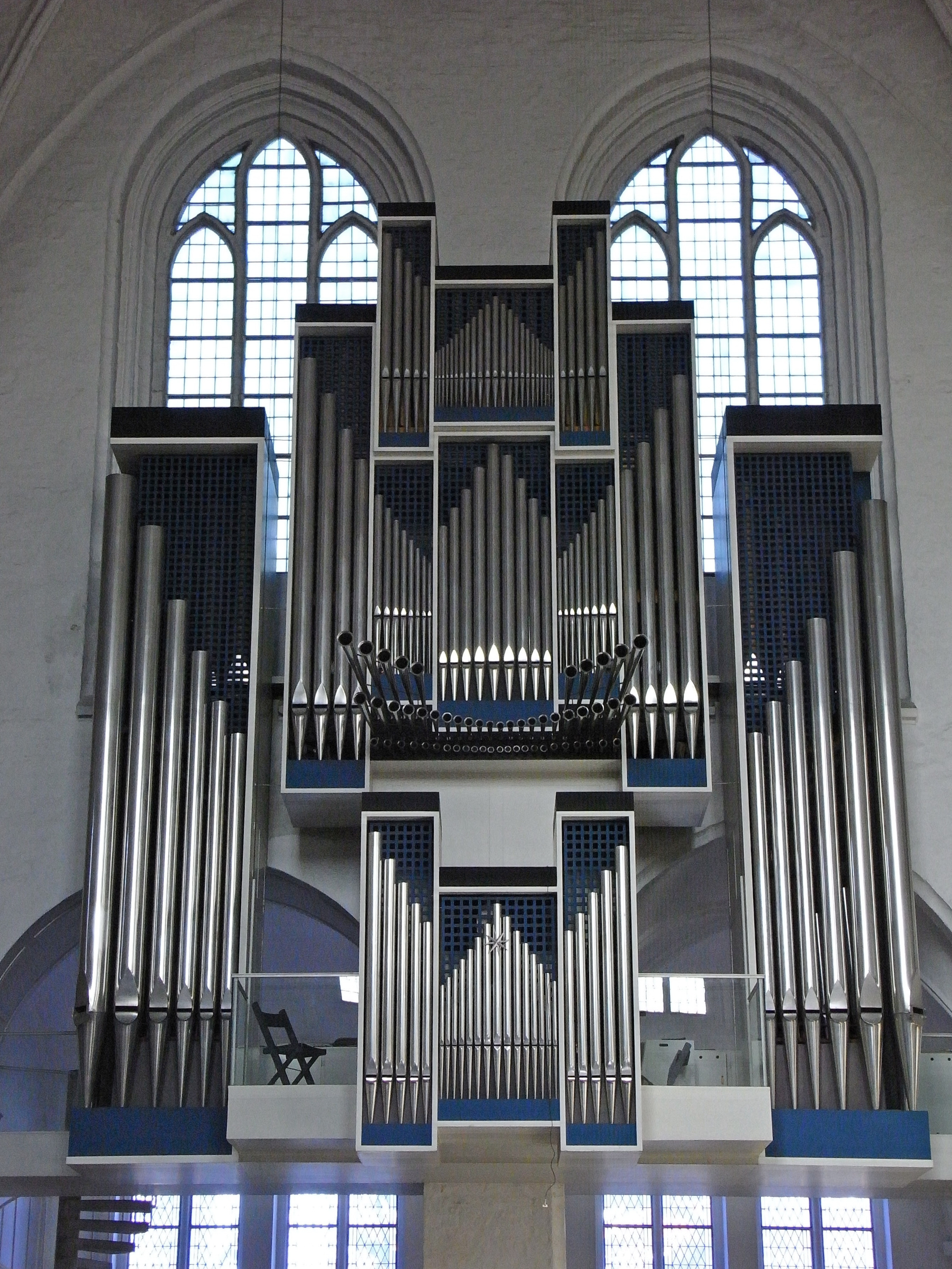
Organy w katedrze w Lubece

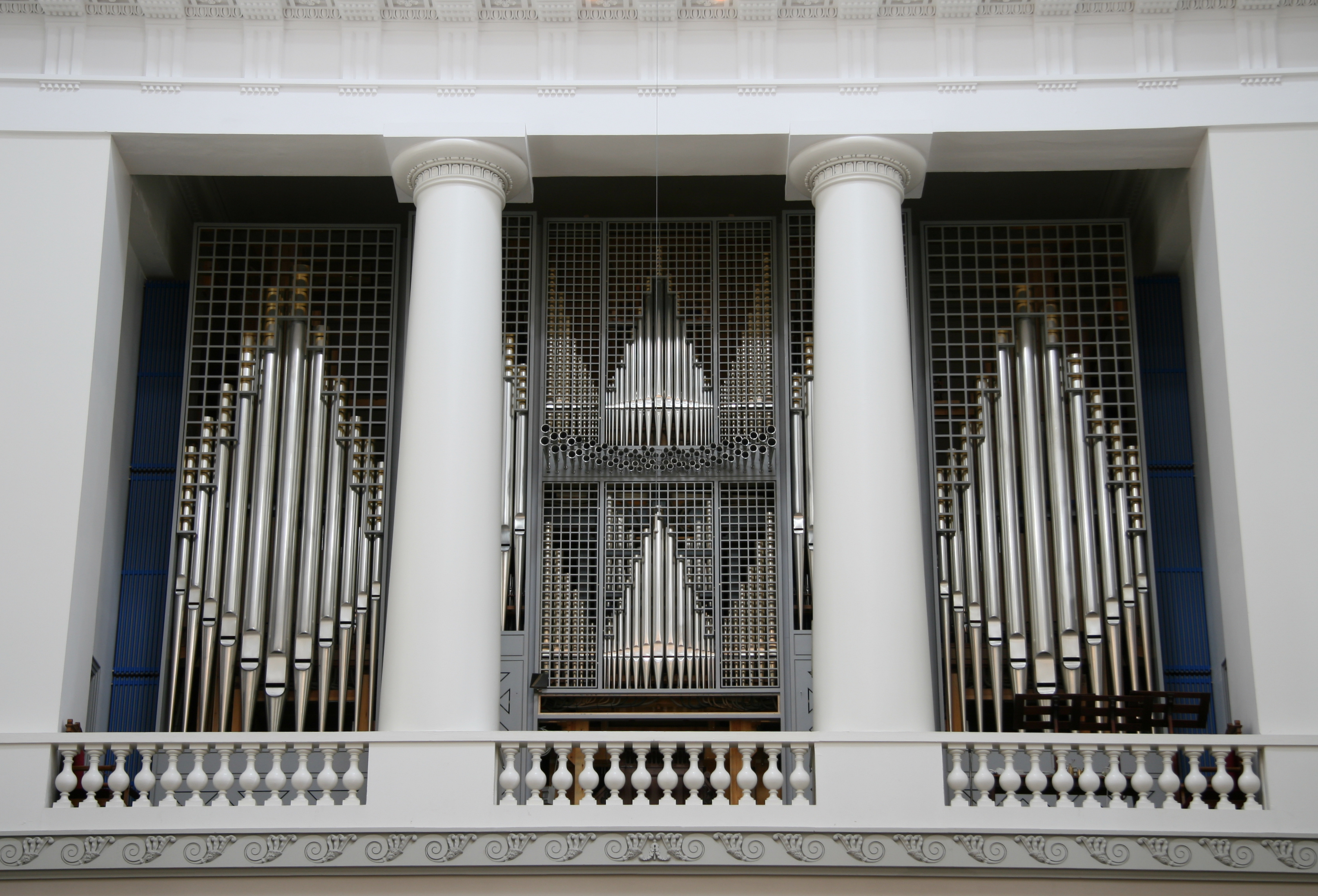
Organy w katedrze w Kopenhadze

Marcussen & Søn (znany pod skróconą nazwą Marcussen, wcześniej jako Marcussen & Reuter) – duński zakład zajmujący się budową tradycyjnych, klasycznych organów dla dużych kościołów i sal koncertowych (organy 3 – 5-manuałowe, mające od 25 do 100 głosów oraz organów dla mniejszych kościołów (organy 1 – 2-manuałowe). Dokonuje też restauracji organów zabytkowych. Wszystkie potrzebne części zakład wytwarza we własnych warsztatach.
Do chwili obecnej zakład Marcussen & Søn zbudował ok. 1125 instrumentów).
Oprócz wytwarzania instrumentów dla rodzimych odbiorców zakład buduje także organy dla klientów m.in. w Niemczech, Szwecji, Finlandii, Holandii, Wielkiej Brytanii, Japonii i USA.

## Historia
Zakład organmistrzowski Marcussen & Søn został założony w 1806 w Vester Sottrup przez Jürgena Marcussena (1781-1860). Od 1830 ma siedzibę w miasteczku Aabenraa na południu Danii. W 1826 do spółki przystąpił Andreas Reuter (1798-1847) jako współwłaściciel, wskutek czego przyjęła ona nazwę Marcussen og Reuter.
Andreas Reuter zmarł w 1847. W 1848 do zakładu przyłączył się syn założyciela, Jürgen Andreas Marcussen (1816-1900) i od tamtej chwili zakład nosi obecną nazwę. 
W początkowym okresie działalności zakład budował organy dla odbiorców m.in. w Danii, Niemczech i Szwecji. W 1902 firmę przejął wnuk córki jej założyciela, Johannes L. Zachariassen. Przez pierwsze 100 lat działalności Marcussen & Søn pozostawał pod wpływem barokowej tradycji budowy organów, później natomiast otworzył się na nowinki techniczne (pneumatyka, elektryczność).
W latach 30. XX w. zakład, pod wpływem prądów płynących z Niemiec, zwrócił się ku klasycznej, północnoeuropejskiej tradycji brzmieniowej organów, niezawodnym wiatrownicom   klapowo-zasuwowym i prostym trakturom mechanicznym.
Znaczącą rolę w rozwoju zakładu odegrał Sybrand Zachariassen (1900-1960). W wieku 21 lat objął on kierownictwo zakładu i w ciągu kilku dziesięcioleci doprowadził do uzyskania przez zakład pozycji liczącego się wytwórcy mechanicznych organów na świecie. Marcussen & Søn zdobył nowych odbiorców m.in. w USA i Japonii.
Obok działalności wytwórczej zakład zajmuje się również restauracją organów zabytkowych.
W 1994/95 Marcussen & Søn stał się spółką rodzinną. Dołączyła do niego Claudia Zachariassen – od 2002 dyrektor firmy. 

## Znane organy Marcussena (wybór)
- Kościół zamkowy w Christiansborgu (1829)
- Kościół św. Mikołaja w Kilonii (1842)
- Katedra św. Kanuta w Odense (1862)
- Kościół Oskara w Sztokholmie (1949)
- Kościół św. Mikołaja w Utrechcie (1957)
- Kościół w Viborgu (1966)
- Kościół klasztorny w Hadze (1966)
- Nowa Katedra w Linzu (1968)
- Katedra w Lubece (1970)
- Kościół Mariacki w Nottingham (1973)
- Kościół św. Jakuba w Sztokholmie (1977)
- Kościół w Vestervig (1978)
- Nieuwe Kerk (Amsterdam) (1981)
- Uniwersytet stanowy w Wichita (1986)
- Katedra Najświętszej Marii Panny w Kopenhadze (1995)
- Kaplica szkolna Tonbridge School w Kent (1995)
- Sala koncertowa Bridgewater Hall w Manchesterze (1996)
- Vestjysk Musikkonservatorium w Esbjerg (2002)

## Restauracje organów
- Bazylika św. Bawona w Haarlemie
- Nieuwe Kerk (Amsterdam)
- Katedra w Roskilde
- Kościół Mariacki w Helsingør

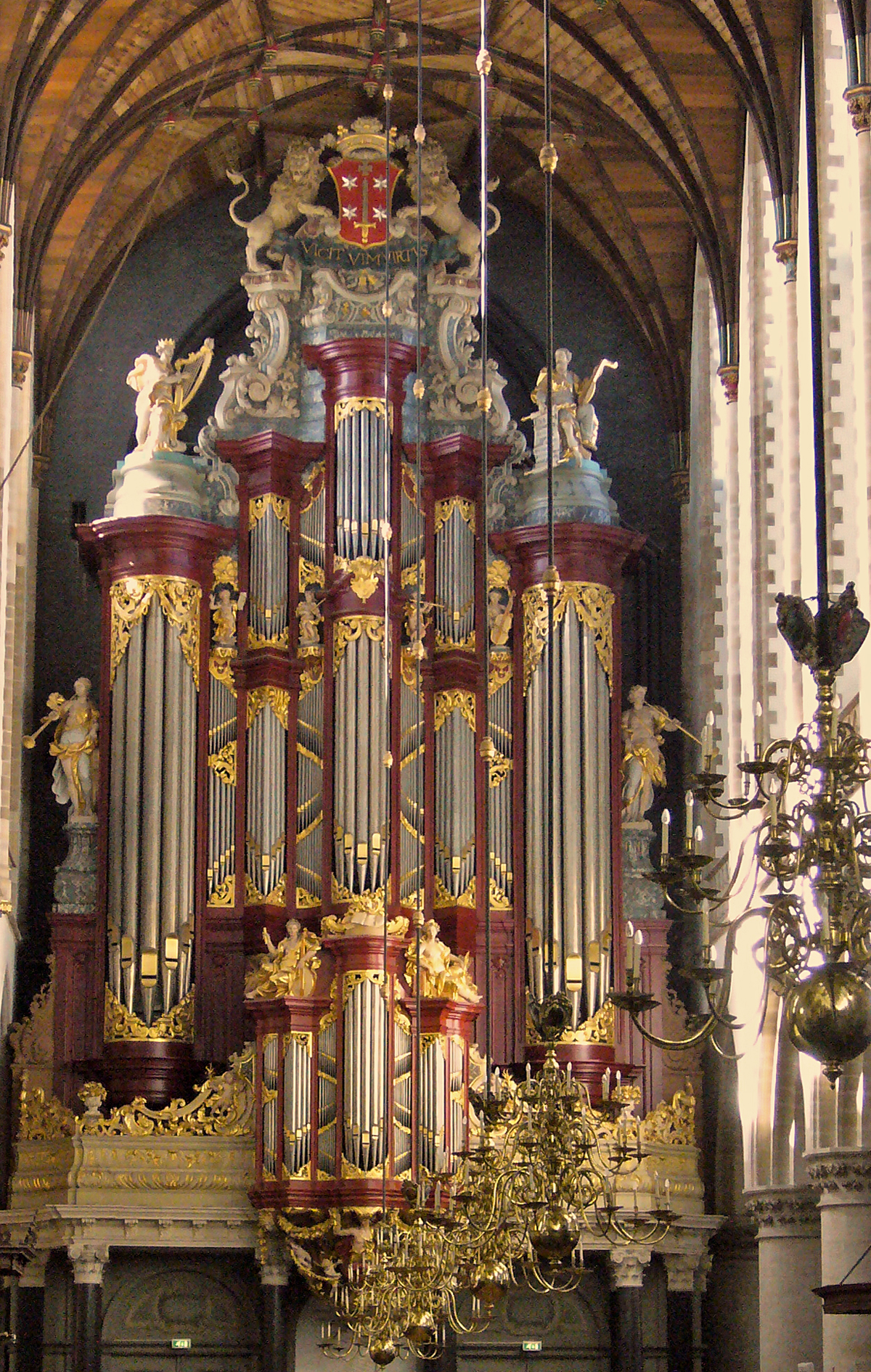
Organy w bazylice św. Bawona w Haarlemie
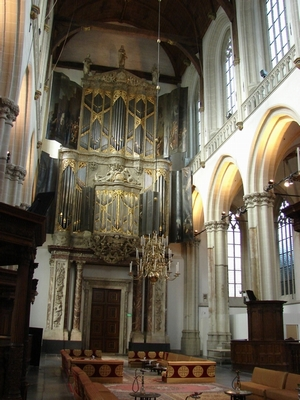
Organy w Niewe Kerk w Amsterdamie
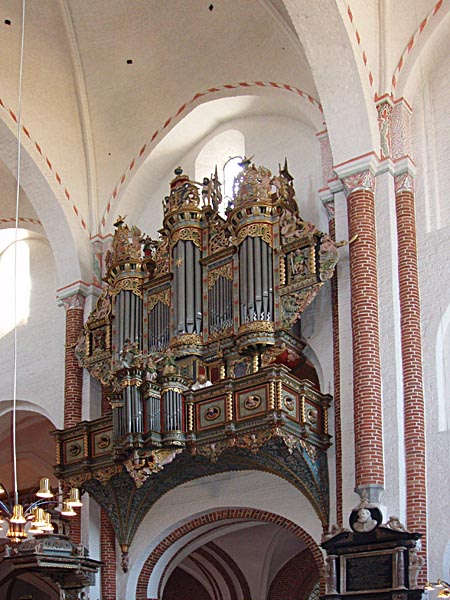
Organy w katedrze w Roskilde, przebudowane w 1833
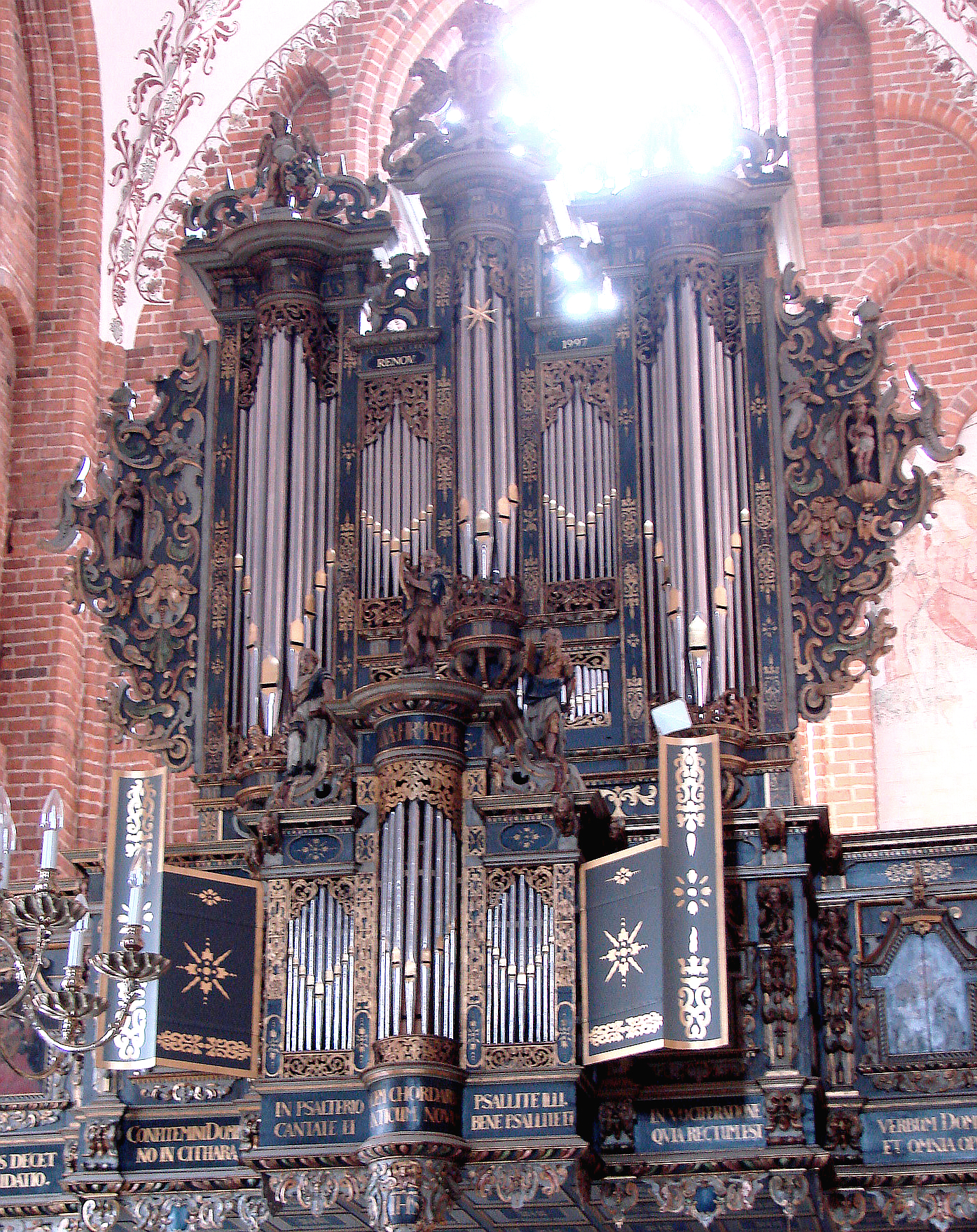
Organy w kościele Mariackim w Helsingør